# 日本預託証券
日本信託受益証券（にほんしんたくじゅえきしょうけん）とは、第一項有価証券を信託財産とする有価証券発行信託の受益証券であって、受益者が当該第一項有価証券を実質的に保有するのに等しい仕組みを有するものをいう（金融商品取引法施行令第2条の3第3号）。いわゆる日本版預託証券ないし日本型預託証券であり、実務上はJDR（英: Japanese Depositary Receiptの略）と呼ぶことが多い。海外企業の株式やETNを日本において上場する際に、当該株式やETNを直接上場することが何らかの事情で困難である場合に用いられる。
2007年6月13日に、首相の諮問機関である金融審議会が導入の促進を提言し、同22日に東京証券取引所も導入する意向を明らかにした。
導入の背景には、1990年前後をピークとして日本における海外企業の上場が減少し続けていることがあげられる。JDRは、特にアジア各国の企業の上場の促進を狙っている。また、エンロン事件以降NYSEやNASDAQなど米国市場における上場基準や会計規則が厳格化しているため、アジア各国の企業にとっても、比較的上場が容易な先進国市場が必要なはずという目論見がある。また、韓国や台湾では自国企業による現物株の海外上場に対する規制が厳しく、JDRはその代替手段としての役割が期待される。
第一号として2008年夏にも、インドのタタ・モーターズが東京証券取引所へ上場する予定であると報じられた。

## 銘柄一覧
- ワイ・ティ・エル（1773・マレーシア）
- ビート・ホールディングス・リミテッド（9399・英領ケイマン諸島）
- メディシノバ・インク（4875・アメリカ合衆国）
- テックポイント・インク（6697・アメリカ合衆国）
- オムニ・プラス・システム・リミテッド（7699・シンガポール）
- YCPホールディングス（グローバル）リミテッド（9257・シンガポール）

## 参考資料
1. ↑  「東京市場活性化策、規制緩和と規律強化併記・金融審中間報告」『日本経済新聞』2007年6月13日
2. ↑  「東証、斉藤社長が就任　『アジアのリスクマネー拠点に』」『朝日新聞』2007年6月22日
3. ↑  「日本版預託証券（ＪＤＲ）の導入～アジア企業誘致の起爆剤となるか～」大和総研ウェブサイト
4. ↑  「印タタ自動車、東証上場・日本預託証券第１号、今夏にも」日経ネット 2008年4月2日